# Amplasamentul de vertebrate fosile de lângă satul Pocșești
Amplasamentul de vertebrate fosile de lângă satul Pocșești este un monument al naturii de tip geologic sau paleontologic în raionul Orhei, Republica Moldova. Este amplasat la marginea de vest a satului Pocșești. Are o suprafață de 2 ha conform Legii ariilor protejate din 1998, sau 27,28 ha conform unor măsurări mai recente. Obiectul este administrat de Primăria comunei Donici.

## Istorie
În 1975, într-o văgăună de la marginea satului Pocșești au avut loc alunecări de teren care au scos la suprafață resturi scheletice fosilizate ale unor animale preistorice. Primul specialist care a vizitat acest loc a fost geologul G. M. Bilinchis. Au urmat cercetări ale altor savanți, care au clasificat depozitele argilo-nisipoase și au identificat câteva mii de resturi scheletice.

## Descriere

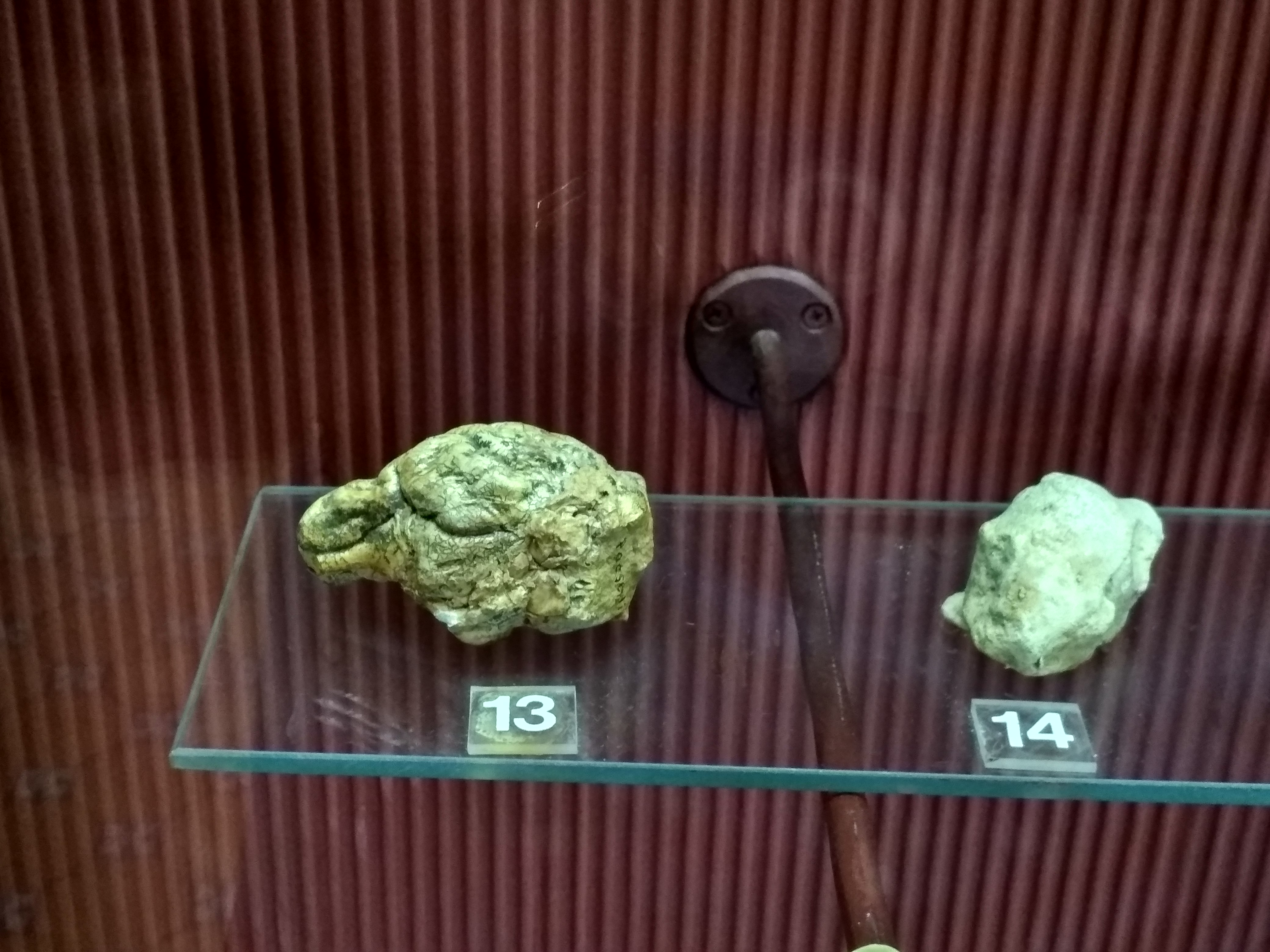
Creier (în stânga) și nerv (în dreapta) de gazelă fosilă (sarmațianul superior – 10-9 mln. ani), descoperite în amplasamentul de lângă Pocșești. Exponat al Muzeului Național de Etnografie și Istorie Naturală din Chișinău

Situl geologo-paleontologic relativ nou este alcătuit din depozite argilo-nisipoase deltaice de Balta din Miocenul superior. Resturile scheletice aparțin unor vertebrate terestre, preponderent mamifere mari, în total aprox. 20 de specii, printre care:
- reptila Protestudo sp.
- struțul Struthio sp.
- mastodontul Tetralophodon longirostris
- rozătorul Neocricetodon cf. schaubi
- carnivorele Protictherium sp., Dinocrocuta aff. gigantea (hiena-gigantică), Machairodus cf. giganteus
- imparicopitatele Hippotherium giganteum, H. aff. verae, Acerorhinus aff. kowalewskii
- paricopitatele Achtyaria aff. moldavica (girafă), Tragoportax leskewitschi (antilopă), Gazella (Miogazela) cf. schlosseri (gazelă de talie mică), Gazella cf. deperdita

Cele mai reprezentative animale ale faunei de la Pocșești sunt hiparionul și rinocerul fără coarne (genurile Hippotherium și Acerorhinus). Rămășițele lor provin de la cel puțin 16 indivizi și sunt constituite din cranii aproape întregi (unele în articulație cu maxilarul inferior), dinți, mandibule, bucăți de oase ale membrelor și alte oase. Morfologia oaselor rinocerului sugerează că acesta viețuia în lunca inundabilă a râului din preajmă și ducea o viață asemănătoare cu cea a hipopotamului. Hiparionilor sau cailor tridactili (genul Hippotherium) le-au fost atribuite fragmente de cranii, măsele izolate și diverse oase ale membrelor. Au mai fost descoperite rămășițele a circa 10 indivizi de Gazella schlosseri: coarne, fragmente de cranii, maxilare și oase ale scheletului postcranial.
Asociația faunistică descoperită, precum și depozitele în care au fost colectate resturile scheletice ale acesteia, este atribuită Sarmațianului superior (subetajul Chersonian).

## Statut de protecție
Obiectivul a fost luat sub protecția statului prin Legea nr. 1538 din 25 februarie 1998 privind fondul ariilor naturale protejate de stat. Deținătorul funciar al monumentului natural este Primăria comunei Donici.
Situl fosilifer prezintă interes pentru istoria faunei, paleogeografia și stratigrafia depozitelor miocenului superior din Republica Moldova și teritoriile adiacente.
Conform situației din anul 2016, aria naturală nu are borne de hotar instalate și lipsește un panou informativ care să informeze despre statutul de protecție.